# Дюпон
Вижте пояснителната страница за други значения на Дюпон.
Дюпон (E.I. du Pont de Nemours and Company или за кратко DuPont) е химически концерн, основан през юли 1802 г. като компания за производство на барут от френския химик Ельотер Ирене дю Пон в Брендиуайн Крийк, близо до Уилмингтън, Делауър. През 2017 година „ДюПон“ се слива с „Дау Кемикъл“, образувайки най-голямата в света компания в химическата промишленост - „ДауДюПон“.
DuPont прераства в една от най-големите химически компании в света, и през 20 век е водач на полимерната революция, като разработва много широко използвани материали като неопрен, найлон, кориан, тефлон, кевлар, майлар, дакрон, първият синтетичен каучук. DuPont също има голям принос към индустрията с хладилни агенти, разработвайки и произвеждайки индустриалната серия фреон, както и по-съвременни вещества, с по-малък отрицателен ефект върху околната среда. Компанията е също много активна в производството на оцветители и пигменти. Повечето вещества и продукти, произведени от DuPont, имат собствена търговска марка. Много от тези марки в днешно време са по-известни и по-широко използвани от генеричното наименование на продукта, например тефлон или ликра.

## История
През 1943 DuPont се включва в Проекта Манхатън (създаване на първата атомна бомба), като проектира, построява и експлоатира завода за плутоний в Hanford.
Материалите на DuPont са били от критична важност за успеха на космическата програма Аполо.
През 1999 Чад Холидей, изпълнителен директор на DuPont, променя политиката на компанията към използване на суровини, произлизащи от живи растения, вместо от петролни продукти.

## Днес
Днес DuPont е глобална научна компания с оборот за 2004 от около $28 милиарда, има 55 000 служители в целия свят и е 66-ата най-голяма корпорация в САЩ. Дейностите ѝ са организирани в следните пет основни категории, познати във фирмата като търговски платформи: Електронни и комуникационни технологии, Материали, Покрития и цветни технологии, Сигурност и охрана и Селско стопанство и храни. През 2004 компанията продава текстилния си бизнес на Koch Industries, губейки едни от най-познатите си търговски марки като ликра и Thermolite.
DuPont е основният спонсор на четирикратния шампион на NASCAR Джеф Гордън. Членът на фамилията Дюпон, ексцентричният милионер и фен на борбата Джон Дюпон, през пролетта на 2006 г. финансира Българската федерация по борба със 100 000 лв.

## Критики
DuPont разработва фреоните, които се използват в по-старите хладилници и аерозолни опаковки, и става най-големият
производител на вещества, които разрушават озона в горните слоеве на атмосферата. DuPont продава подобни вещества за 3 милиарда долара на година в целия свят. През 1987 DuPont организира кампания срещу ограничаването на използването на фреони. През април 1992 Du Pont обявява: „Ние ще спрем да продаваме фреони колкото е възможно по-скоро, но не по-късно от края на 1995 г. в САЩ и другите развити страни.“